# 卢德铭
卢德铭（1905年6月9日—1927年9月25日），别名卢继雄，字邦鼎，号又新，男，四川自贡人，中国工农红军早期领导人物，秋收起义总指挥。

## 生平

### 早期军事经历
卢德铭是四川省自贡市沿滩区仲权镇人。家境富裕，其父卢安炳知书达理，卢德铭幼年受良好的私塾教育，1919年就读白花高等小学堂。1921年考入成都公学。在学期间，阅读《新青年》《共产主义ABC》等书刊，开始接受共产主义思想，认为：“要打倒列强，铲除军阀，只有靠枪杆子的实力才行。”。1924年，卢德铭赴广州投考黄埔军校，因路途遥远错过考试。他通过老同盟会员李筱亭推荐，经孙中山面试合格，被破格录取到第二期步兵队，在校內加入中国共产党。1925年2月，卢德铭任东征学生军侦探队长，参与讨伐陈炯明的东征，后到海丰对农民自卫军进行军事训练。
1925年6月，卢德铭从黄埔军校毕业后，留校任政治部组织科科员。11月，调任国民革命军第四军十二師三十四團二营四连连长，驻防广东高要县。1926年6月國民革命軍北伐，原第三十四團被改編為獨立團，盧任第二營第四連連長，隨獨立團参与指挥攸县战斗、攻克醴陵、平江战斗等。因在汀泗桥战鬥、贺胜桥战鬥中贡献，升任二营营长。攻占武昌后，任第四军二十五师七十三团参谋长。1927年4月，随七十三团参加武汉国民政府举行的第二次北伐，在河南境内同奉系军阀作战。6月，国民革命军第二方面军总指挥部在武昌成立警卫团（即武汉国民政府警卫团），经二方面军参谋处处长张云逸推荐，张发奎委派卢德铭担任团长，辛焕文任团政治指导员，韩浚任参谋长，余洒度为3营长兼团附，1营长宋文彬（黄埔一期），2营长李腾芳（黄埔四期），4营长黄巨川（张发奎的心腹），辎重队长陈毅安（黄埔四期）。卢德铭利用职务便利，将宛希先、何挺颖、何长工、熊寿其等中共干部安排在警卫团担任各级干部，加强了中共在该团的政治基础。 

### 参加秋收起义
南昌起义后，根据周逸群电报指示，1927年8月1日卢德铭和团指导员辛焕文率领警卫团乘船东下参加南昌起义。卢德铭带走了第2、3营，第1营宋文彬因伤留在了武汉，还带走了第24师在武汉的新兵营（营长陈皓，连指导员蔡会文、排长杨立三等）。在行进中进行了整编，余洒度的3营改为1营，2营由钟文璋（黄埔二期）任营长，新兵营改为3营，营长陈皓。
8月3日，到达湖北阳新黄颡口时，为防止张发奎在九江解决警卫团，弃船上岸，由陆路奔赴南昌。警卫团队与余贲民（广州农讲所）率领也是去参加南昌起义的千余名平江农军在武宁会合，得知南昌起义部队已经南下。8月8日警卫团抵达奉新，接到前湖南省委书记夏曦的信，要卢德铭、辛焕文、韩浚离队单独追赶南下的暴动部队。8月10日卢德铭、辛焕文、韩浚三人离开部队，准备经武汉、上海到东江或福建追赶南昌起义部队；部队则交给中校团附余洒度负责，带往湘赣鄂交界的修水、铜鼓地区休整待命。3人在武汉见到向警予，传达了八七会议精神和秋收起义计划，命令他们返回部队。返回途中，辛焕文牺牲，韩浚被俘投蒋。
余洒度与余贲民合兵一处，打败了占居永修的原国民革命军第十军黔军溃兵邱国轩部，又联系苏先骏（黄埔四期）的浏阳农军，接受江西省主席朱培德收编为“江西省防军暂编第一师”。师长余洒度，副师长余贲民，参谋长钟文璋。辖：
- 第一团，警卫团与平江农军合编，钟文璋兼团长
- 第二团，原国民革命军第十军溃兵邱国轩部
- 第三团，苏先骏的浏阳农军，苏先骏为团长（其中2营长张子清，3营是警卫团伍中豪率三个连变成。6名武汉中央军事政治学校参加南昌暴动的学生：徐彦刚，游雪程、刘型、王良、陈伯钧、邓萍。
- 师部特务连：谭希林、罗荣桓率崇阳农军到达修水后改编。

中共中央特派员毛泽东和湖南省委书记彭公达、湖南省委行动委员会书记易礼容，于9月9日发动秋收起义，毛任前敌委员会书记，江西省防军暂编第一师和安源工人武装合编为工农革命军第一军第一师，余洒度任师长、副师长余贲民，下辖4个团，共5000多人。
- 第一团，武汉国民政府警卫团，团长钟文璋；
- 第二团，安源的工人武装和萍乡、醴陵的农军，团长王新亚；
- 第三团，平江、浏阳的农军编成，团长苏先俊。
- 第四团，夏斗寅余部，团长邱国轩。不久即叛乱。

各路起义军先攻克平江、瀏陽，然後包抄長沙。向长沙开进途中卢德铭赶回部队任总指挥。但在平江、瀏陽先後失利。因收编部队叛乱及临时组成的农军经验不足，導致溃不成军。9月19日，部队撤退到浏阳文家市会合。卢德铭反对师长余洒度继续进攻长沙的主张，支持毛泽东率领起义部队向农村进军的主张。9月20日，工农革命军由文家市出发，开始向井冈山进军。9月23日清晨，部队刚从芦溪更田村宿营地出发,朱培德所部江西保安特务营和江西保安第4团向后卫第3团发动突袭。卢德铭率领一个连队掩护主力率部突围，在此过程中被一颗子弹击中右胸阵亡。
1927年9月25日，盧德銘為掩護後衛撤退而犠牲，毛澤東怒斥蘇先俊指揮錯誤：「還我盧德銘！」:153毛泽东痛惜不已，怒斥侦查不力的团长苏先俊：“给我3个师也不换。”

## 身后
1977年芦溪县委、县政府确认了上埠镇山口岩村农民周仁榜在卢德铭牺牲后收殓掩埋了其遗体。

## 纪念
1983年，萍乡市人民政府修建纪念卢德铭烈士陵园纪念，该陵园为全国重点烈士纪念建筑物保护单位。2009年9月14日，卢德铭被评为100位为新中国成立作出突出贡献的英雄模范人物之一。